# 九華山地藏庵
23°28′59″N 120°27′23″E / 23.483142°N 120.456362°E
九華山地藏庵，舊稱北嶽殿，是位於臺灣嘉義市東區中山里的地藏庵，相鄰嘉義昭忠祠。

## 沿革
古時的諸羅城是蠻荒地帶，一些內地人有的客死異鄉，棺木等著運回故鄉，無處可以寄放。康熙五十五年（1716年），由台灣北路營守備游崇功募資建壇，翌年再擴建廟殿。此處原只是嘉義昭忠祠內的佛堂，至乾隆五年（1740年）諸羅縣知縣李倓擴大修建大左側，即北側房舍，作為運棺回內地暫時的停留所。
1936年日本執政者要求眾神歸天政策。日本政府統合六十三間寺廟財產，集中所有神像於該地藏庵、嘉義城隍廟、與鎮南聖神宮。造成日後該地藏庵成為道佛不分的廟宇，所以也稱「地藏庵廟」或「地藏王廟」。當時嘉義市十八座廟的廟產收歸為濟美會所有。
1947年此地藏庵重新整修，名稱「北嶽殿」。1971年改建成七層樓寶殿，於1979年完成重建。此地藏庵成為主廟，昭忠祠變為附屬。
1981年9月，十八家寺廟曾聯手向濟美會要求發還或以贈與方式歸還廟產，但因必須繳交龐大土地增值稅而無下文，只有地藏庵花了八千多萬元土地增值稅向濟美會合法取得廟產。
2012年7月25日菩提樓啟用。今廟址為嘉義市東區中山里民權路255號。

## 設施

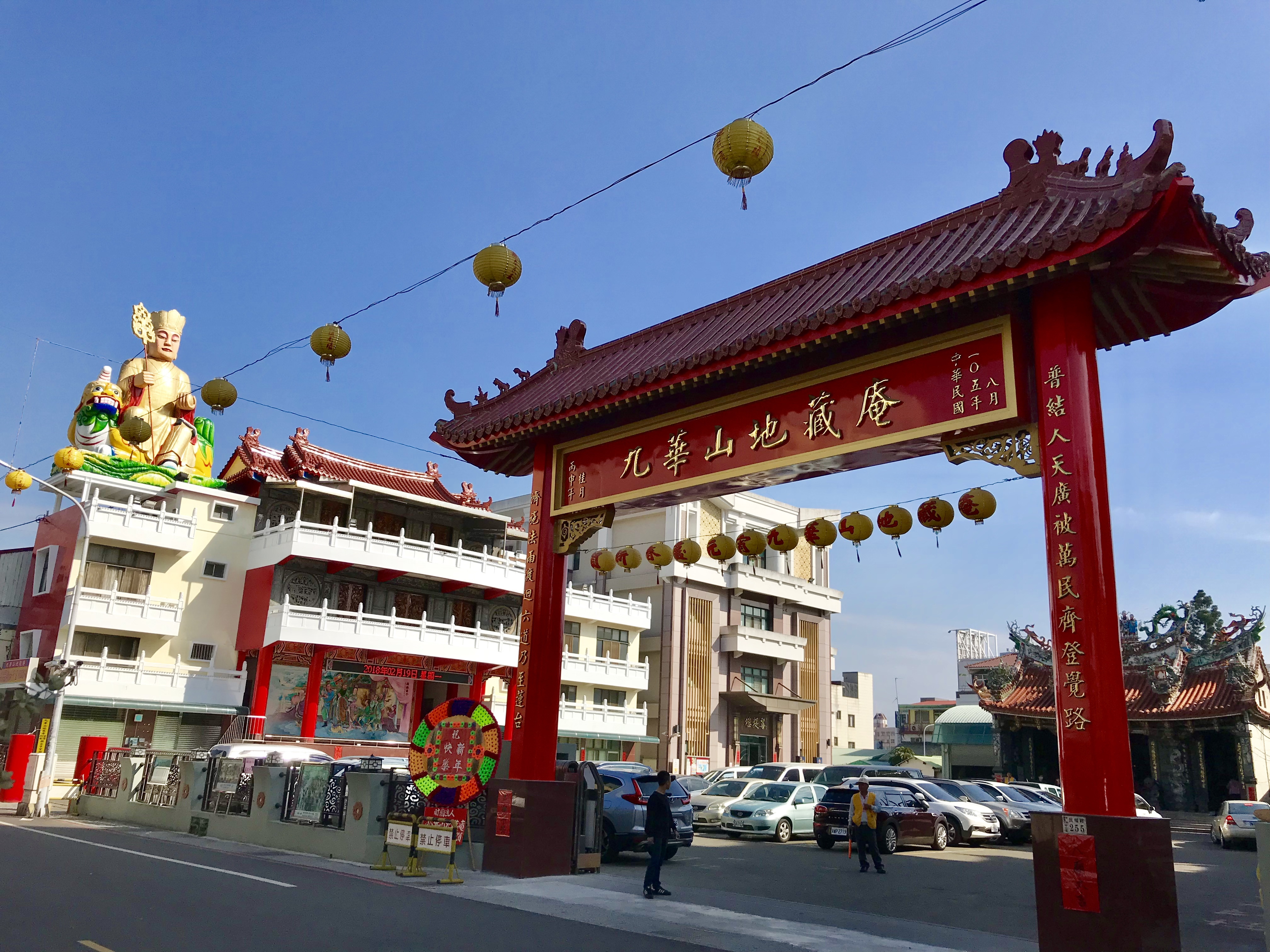
菩提樓與牌樓

九華山地藏庵建築主體建築落成於1971年，出自謝自南（1907-1990）的設計。
樓內分別供奉地藏王菩薩、釋迦牟尼佛、阿彌陀佛、藥師佛、觀世音菩薩、大勢至菩薩、文昌帝君、斗姥元君等。閻羅殿掛有上二下五、十七檔、長約六台尺、寬約一台尺半，圓珠總計一百十九顆的大算盤，並寫有「世事何須多計較」、「神天自有大乘除」這兩行偈語。2006年8月19日清晨，該殿地下室發生失火、氣爆，造成消防隊員及民眾共十四人受傷。
菩提樓為四層大樓，二至四樓有一般教室以及電腦教室、K書中心、圖書館、演藝廳、會議室等。廟方會在此樓舉行名為「服務利他獎」頒獎典禮、取作「地藏王盃」的圍棋比賽。樓頂曾有約六公尺、重達三百多公斤巨佛，為玻璃纖維製，參加過2011年台灣燈會，後因申請廣告物雜項執照補照遭駁回，被市府裁定為違建，在2013年12月20日由廟方自行改置。

## 祭祀

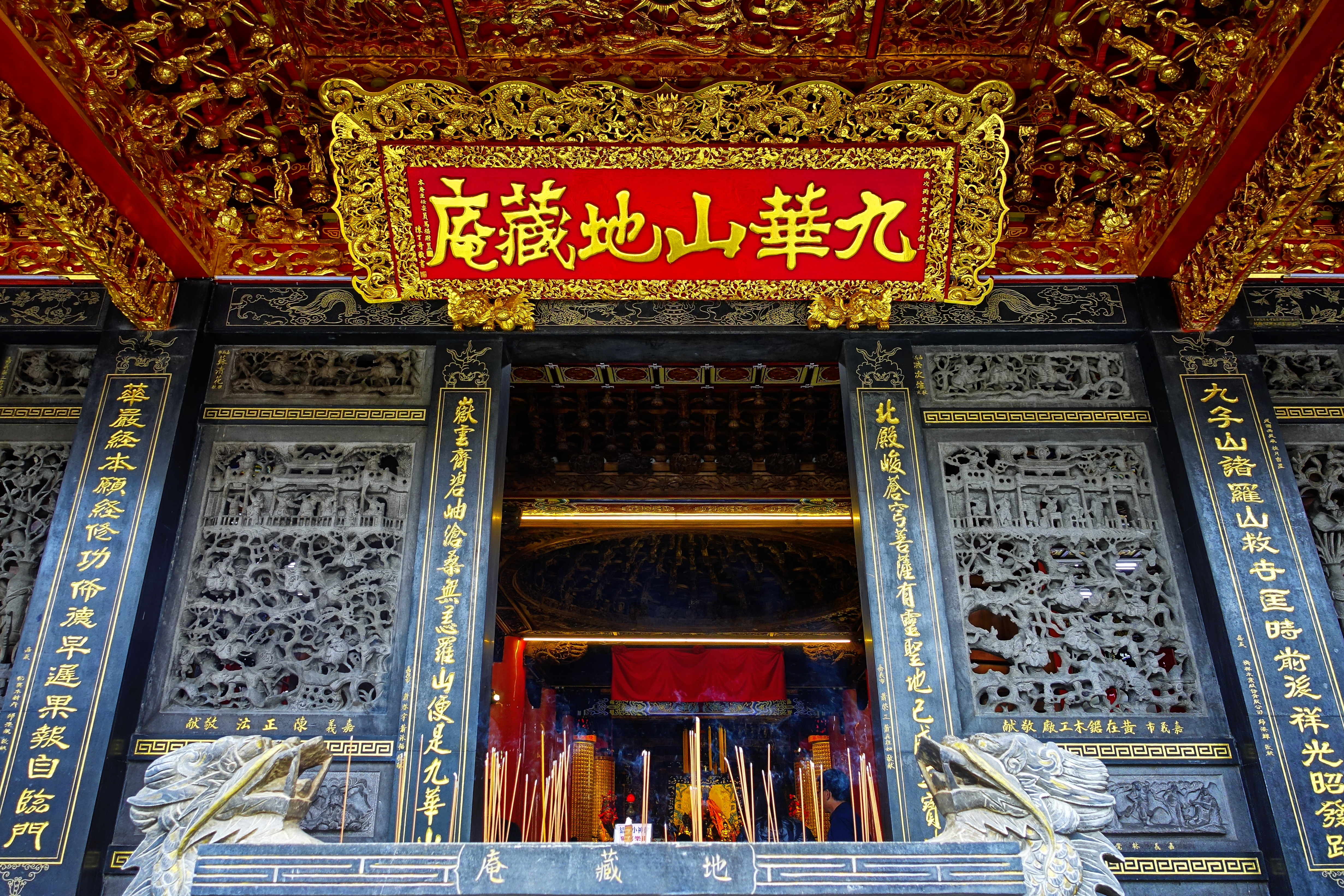
殿門

嘉義市的農曆七月的中元普渡是採輪普制度，由嘉義城隍廟城開鬼門，後以九華山地藏庵關鬼門結束。因該地藏庵香火鼎盛、加上地緣關係，鄰近雲霄厝居民早期以製香維生，形成地方特色。
1906年梅山地震，諸羅天妃宮倒塌，媽祖神像移到嘉義城隍廟供奉。在1947年九華山地藏庵整修時，信眾共同策畫重迎此媽祖像駕臨地藏庵，並發起閹雞比賽，以冠軍閹雞祭拜媽祖。此後，元宵節時，嘉義城隍廟媽祖回到地藏庵前舉辦閹雞比賽，發放紅包後，再迎回城隍廟。此活動後因故中斷卅多年，直到1998年才在地藏庵董事長黃英聰及城隍廟董事長蔡金鍊合力促成下恢復。但兩廟合作五年後，2003年再度中斷。有信眾指出地藏菩薩前舉辦閹雞比賽為不敬之舉，因此閹雞比賽由城隍廟自行舉辦，而媽祖也不再巡溫蕉厝。另一說法兩廟對媽祖的主張權：地藏庵認為媽祖在元宵節「返回」溫蕉厝吃閹雞，所以地藏庵是媽祖的娘家；城隍廟認為媽祖是「出巡」溫蕉厝收田租，因此城隍廟才是媽祖真正的家。

## 外部連結
- 財團法人九華山地藏庵的Facebook專頁
- 官方网站